# Hrutka Róbert
Hrutka Róbert (Budapest, 1967. április 19. –) Artisjus- és Fonogram díjas  magyar zenész, zeneszerző, énekes, producer.

## Életpályája
Hrutka Róbert 5 évesen kapta meg első hangszerét, azt a szájharmonikát, amely évekig a kedvenc hangszere volt. 6 évesen zongorázni, 9 évesen klasszikus gitározni és énekelni tanult.
Az első elektromos gitárjával a kezében egyértelművé vált számára, hogy az egyetlen dolog, ami igazán boldoggá teszi, a zenélés.
1989-től napjainkig több mint 200 nagylemez elkészítésében működött közre. Zenekaraival számos itthoni és külföldi fesztiválon és rendezvényen vett részt. Olyan előadókkal dolgozott együtt, mint a Kretens, Lerch István Supergroup, Pénz, a Tolcsvay T-monográf, vagy Bereményi Géza, Tolvai Renáta, Keresztes Ildikó, Somló Tamás, Tunyogi Orsi, Oroszlán Szonja, Sebestyén Márta, Tóth Vera, Horváth Charlie – csak néhányan a nevek közül. Számos más produkció is kapcsolódik a nevéhez, mint a Cotton Club Singers, a Roy & Ádám Trió zenekar vagy Demjén Ferenccel közös munkái. Nem áll tőle távol a színész világ sem, hisz nagy sikerű produkcióiban olyan neves művészek, mint Tompos Kátya, Kálloy Molnár Péter, Für Anikó, Udvaros Dorottya és Nagy Dániel Viktor voltak alkotó társai. A nemzetközi zenei világban is egyre többen számítanak munkájára, így a londoni Jamelia is.
2001 és 2008 között Jamie Winchester-rel számtalan jelentős slágert írtak és énekeltek fel. Ezt az elismerésekben és kiadványokban is termékeny, aktívan koncertező formációt hét év együttműködés után zárták le, hogy szólóban is bizonyítsanak a hazai- és nemzetközi zenei szakmának.
Pályafutása alatt Hrutka Róbertet közel ezer reklám - és filmzene megírására kérték már fel, valamint évekig állandó „zenefelelőse” volt közismert nemzetközi vállalatok reklámfilmjeinek és a legismertebb márkák reklámkampányainak.
Több nagylemez producere és zenei rendezője, zeneszerzőként ő jegyzi a Magyar Vándor, a Lora, a Valami Amerika 2-3., az Üvegtigris 3., Magicboys, Kossuthkifli, a Kincsem és számos nagy sikerű mozifilm, sorozat, meg természetesen több színházi előadás zenéjét is.
Hrutka Róbert első önálló albuma 2009. május 23-án jelent meg „Szabadság-vírus” címmel, melyet korábbról már ismert zenésztársai mellett új közreműködők tettek még színesebbé.  2011 tavaszán „Hét nap után” címmel Robi újabb önálló lemezzel örvendeztette meg a közönséget, mely az alkotók legnagyobb örömére hihetetlen gyorsasággal tört a slágerlisták élére, számos nagynevű alkotót maga mögé utasítva. Legújabb lemeze 2019 novemberében jelent meg ,,Hontalan" címmel.

## Diszkográfia

### Kretens lemezek
- Live in PeCsA (Budapest) (1985)
- Világ Lázadói, harcra fel! (7" V/A) (1985)
- Ez még itt nem Amerika (1990)
- Kretens (1991)
- Live at WigWam (Budapest) (1997)
- Kretens (CD) (2006)

### Jamie Winchester & Hrutka Róbert lemezek
- It's Your Life maxi (2001)
- It's Your Life (2001)
- Last One Out… (Please, Close The Door) (2003)
- One Way The Heaven maxi (2003)
- Wood and Strings (cd, dvd) (2004)
- Hole (2005)
- The Trouble You're In EP (2007)

### Grecsó Krisztián és Hrutka Róbert lemezek
- Első évre fecske (2020)
- Ajtók oratórium (2022)

### Szólólemezek
- Szabadság-vírus (2009)
- Hét nap után (2011)
- Hontalan (2019)

### Színész lemezek

#### Für Anikó albumok (Hrutka-Bereményi)
- Alattam fák (2004)
- Nőstény álom (2006)
- Kitalált világ (2010)

#### Tompos Kátya albumok
- Keresztül Európán (2013)
- Holdjárat (2017)

#### Udvaros Dorottya albumok (Hrutka-Bereményi)
- Majdnem valaki (2015)

#### Wigama Lekko albumok (Hrutka Róbert és Nagy Dániel Viktor)
- Nincsen baj (2019)

## Színházi munkái
- Születtem Magyarországon 1. (2010)
- Macbeth (2011)
- The Hungarian Blues Brothers (2012)
- Születtem Magyarországon 2. (2010)
- Lendvai képek (2013)
- Grecsó Krisztián-Hrutka Róbert: Stop (2017)
- Győri Balett-Jamie Winchester-Hrutka Róbert: One way to heavon (2021)

## Filmes munkái
- Rendőrsztori (2002)
- Limonádé (2002-2003)
- Tea (2002-2003)
- Folytassa, Claudia! (2003)
- Pockok (2003)
- Magyar vándor (2004)
- Lora (2007)
- Ebéd (2008)
- Valami Amerika 2. (2008)
- Üvegtigris 3. (2010)
- Magic Boys (2012)
- Munkaügyek (2012-2015)
- Kossuthkifli (2015)
- City of Terror (2015)
- Budapest ostroma (2015)
- Dark Bet (2016)
- Jézus-Apám nevében (2017)
- Kincsem (2017)
- Négy nap: Kádár János árulása (2017)
- Valami Amerika 3. (2018)
- Ízig-vérig (2019)
- Családi kör (2019)
- Rododendron (2019)
- Toxikoma (2021)
- Valami Amerika (2023)
- Futni mentem (2024)

## Díjai, elismerései
- 2001 – It’s your life, Az év reklámfilmje (Arany nyíl)
- 2001 – It’s your life [MAXI CD], aranylemez
- 2003 – Arany Zsiráf jelölés: Az év hazai modern rock albuma: It’s your life
- 2004 – Fonogram jelölés: Az év hazai modern rock albuma: Last One Out… (Please, Close the Door)
- 2005 – Fonogram díj: Az év hazai modern rock albuma: Wood&Strings
- 2005 – Aranycsirke díj jelölés: Magyar vándor legjobb filmzene
- 2005 – Artisjus-díj, Az év zeneszerzője
- 2006 – Arany Penge díj
- 2006 – Ezüst Penge díj
- 2017 – Kiválóságok Klubja tagság
- 2018 –  Udvaros Dorottya “Majdnem valaki” aranylemez
- 2018 – Story Ötcsillag-díj “Az év zenésze”[2]
- 2019 – Hangvilla díj